# 吾妻スキー場
あづまスキー場は、かつて福島県福島市に存在していたスキー場。英名はAzuma Ski Hills。2005-2006シーズンの営業を最後に閉鎖した

## 沿革
吾妻山のに東斜面にあり、高湯温泉に併設するように存在していた。複数の団体によって経営されてきたが、資金力が弱く、1980年以降のスキー場の大規模化の波に対応できなかった。2005-2006シーズンの営業を最後に閉鎖した。

## 索道
- 白樺平リフト(400m)
- しゃくなげ第1リフト(1000m)
- しゃくなげ第2リフト(650m)